# Al-Wahadina
Al-Wahadina – miejscowość w Jordanii, w muhafazie Adżlun. W 2015 roku liczyła 6687 mieszkańców.